# 喬爾尼揚卡
46°38′51″N 33°22′6″E / 46.64750°N 33.36833°E
喬爾尼揚卡（烏克蘭語：Чорнянка）是烏克蘭南部赫爾松州卡霍夫卡區塔夫里斯克市鎮的村莊。該村始建於1793年，面積10.5平方公里，海拔高度12米，2001年人口3,504，人口密度每平方公里332.3人。